# Truant / Rough Sleeper
Truant / Rough Sleeper è un EP del musicista britannico Burial, pubblicato digitalmente il 14 dicembre 2012 per la Hyperdub, e in vinile il 17 dicembre 2012.
Rispetto ai precedenti EP, contiene solo due tracce ma dal minutaggio superiore. Questa release è anche caratterizzata dall'introduzione di maggiori distorsioni e rumori di fondo, oltre a ripetute pause e a sezioni ben distinte all'interno di ogni brano.

## Tracce
1. Truant – 11:48
2. Rough Sleeper – 13:50